# Champagne (Charente-Maritime)
Champagne ist eine französische Gemeinde mit 637 Einwohnern (Stand: 1. Januar 2022) im Département Charente-Maritime in der Region Nouvelle-Aquitaine. Sie gehört zum Arrondissement Rochefort und zum Kanton Marennes. Die Einwohner werden Champagnais genannt.

## Geographie
Champagne liegt etwa zwölf Kilometer südsüdöstlich des Stadtzentrums von Rochefort. Umgeben wird Champagne von den Nachbargemeinden Saint-Agnant im Nordwesten und Norden, Trizay im Norden und Nordosten, Sainte-Radegonde und Pont-l’Abbé-d’Arnoult im Osten, Sainte-Gemme im Südosten und Süden, La Gripperie-Saint-Symphorien im Süden und Südwesten sowie Saint-Jean-d’Angle im Westen. 

## Bevölkerungsentwicklung
| Jahr                      | 1962 | 1968 | 1975 | 1982 | 1990 | 1999 | 2008 | 2019 |
| Einwohner                 | 556  | 514  | 454  | 448  | 482  | 530  | 615  | 619  |
| Quelle: Cassini und INSEE |      |      |      |      |      |      |      |      |

## Sehenswürdigkeiten
- Romanische Kirche Saint-André (siehe auch: Liste der Monuments historiques in Champagne (Charente-Maritime))

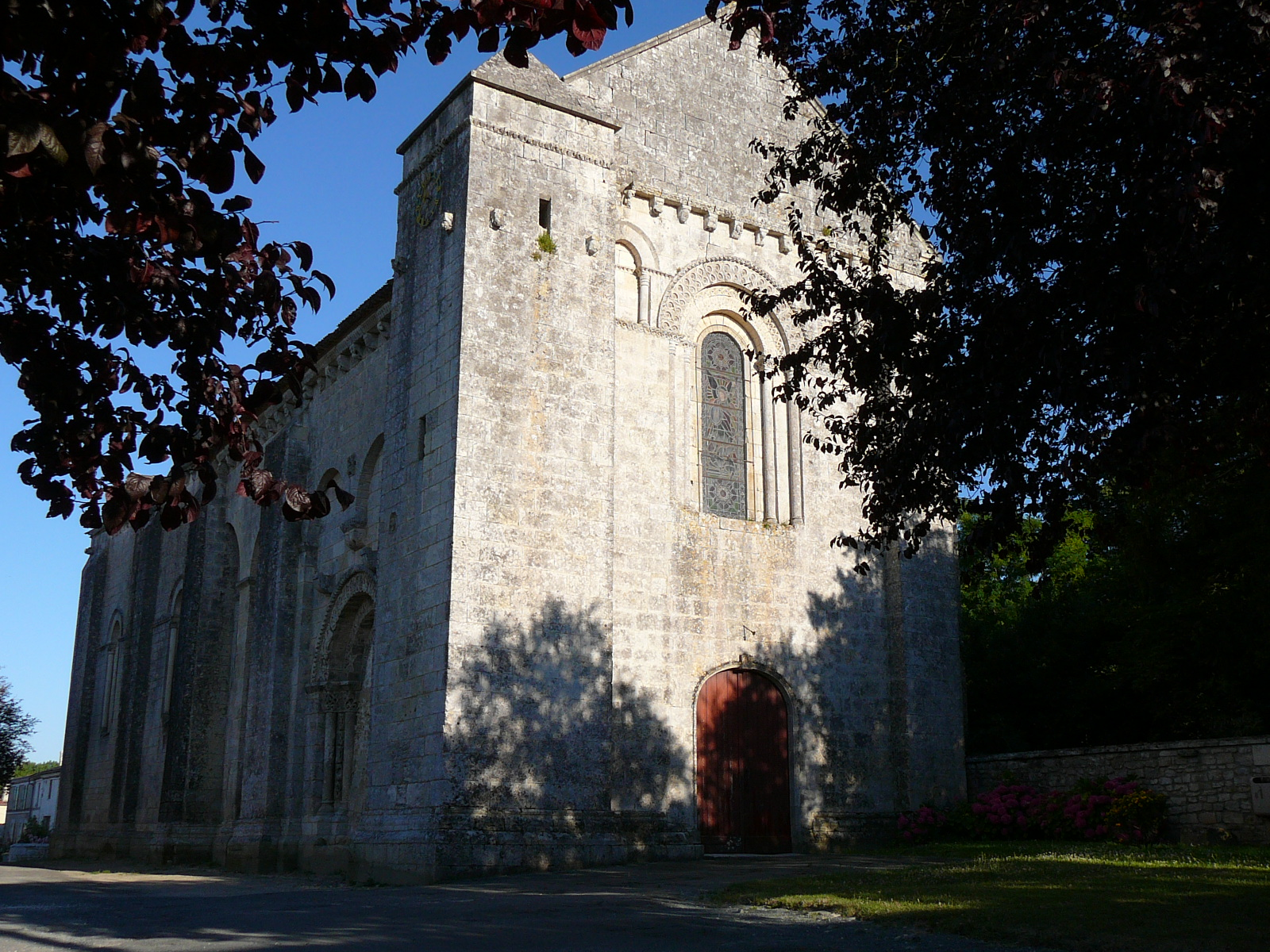
Kirche Saint-André

## Persönlichkeiten
- Anne von Perusse d’Escars (1546–1612), Kardinal und Bischof von Metz
- René Caillié (1799–1838), Forschungsreisender, Bürgermeister von Champagne